# Margarita Calahorra
Margarita Calahorra (Madrid 1930 - Madrid, 1990) fue una actriz española.

## Biografía
Debutó a los 20 años y desarrolló casi toda su carrera en teatro y televisión, con algunas incursiones en la gran pantalla. Especializada en el género de la comedia, sobre los escenarios interpretó entre otras El caballero de Olmedo, El caso de la mujer asesinadita, Los arcángeles no juegan al billar (1961), Luces de Bohemia, Ardele o la Margarita (1964), Las viejas difíciles (1966), Tú y yo somos tres, Eloísa está debajo de un almendro, Don Juan Tenorio, El engañao (1981), Dios está lejos (1987), Los enredos de Scapin (1987), ¿Por qué corres, Ulises? y La Malquerida.
En noviembre de 1989 recibió la Medalla de Plata al Mérito en las Bellas Artes.
El 24 de marzo de 1990 a los 59 años fallecía en el Hospital de la Luz de Madrid a consecuencia de un cáncer.

## Filmografía
| Año  | Título                         | Personaje            | Director                      | Género          | Duración |
| ---- | ------------------------------ | -------------------- | ----------------------------- | --------------- | -------- |
| 1990 | Las cartas de Alou             | Patrona              | Montxo Armendáriz             | Drama           | 1h 32 m  |
| 1989 | Sangre y arena                 | Angustias            | Javier Elorrieta              | Drama romántico | 1h 53 m  |
| 1989 | Si te dicen que caí            | Dueña Continental    | Vicente Aranda                | Drama           | 2h       |
| 1988 | Diario de invierno             |                      | Francisco Regueiro            | Drama           | 1h 44 m  |
| 1988 | Gallego                        |                      | Manuel Octavio Gómez          | Drama           | 1h 56 m  |
| 1988 | El Lute II: mañana seré libre  | Madre de Chelo       | Vicente Aranda                | Drama           | 1h 55 m  |
| 1987 | El Lute: camina o revienta     | Madre de Chelo       | Vicente Aranda                | Drama           | 2h       |
| 1986 | Tiempo de silencio             | Ricarda              | Vicente Aranda                | Drama           | 1h 51 m  |
| 1985 | Lulú de noche                  | Farmacéutica         | Emilio Martínez-Lázaro        | Drama           | 1h 36 m  |
| 1985 | Esos locos cuatreros           | Mujer de Sheepherder | Hugh Wilson                   | Western         | 1h 28 m  |
| 1985 | Hierro dulce                   |                      | Francisco Rodríguez Fernández | Comedia         | 1h 32 m  |
| 1984 | Extraño matrimonio             |                      | Ángel del Pozo                | Drama           | 1h 30 m  |
| 1984 | Feroz                          | Madre de Pablo       | Manuel Gutiérrez Aragón       | Fantasía        | 1h 55 m  |
| 1984 | El caso Almería                | Madre de Luque       | Pedro Costa                   | Drama/Thriller  | 1h 50 m  |
| 1981 | El poderoso influjo de la luna |                      | Antonio del Real              | Comedia         | 1h 45 m  |
| 1981 | Malou                          | Lucía                | Jeanine Meerapfel             | Drama romántico |          |
| 1980 | El vuelo Chárter               | Madre de José        | Lasse Åberg, Peter Hald       | Comedia         | 1h 47 m  |
| 1978 | El hijo es mío                 |                      | Ángel del Pozo                | Drama           | 1h 29 m  |
| 1975 | El adúltero                    |                      | Ramón Fernández               | Comedia         | 1h 42 m  |
| 1974 | Sex o no sex                   | Labradora salida     | Julio Diamante                | Comedia         | 1h 34 m  |
| 1972 | Soltero y padre en la vida     |                      | Javier Aguirre                | Comedia         | 1h 38 m  |
| 1971 | Las troyanas                   | Mujer                | Mihalis Kakogiannis           | Drama           | 1h 45 m  |
| 1971 | ¿Es usted mi padre?            |                      | Antonio Giménez Rico          | Drama           | 1h 26 m  |
| 1964 | La tía Tula                    |                      | Miguel Picazo                 | Drama           | 1h 49 m  |
| 1960 | El señorito Ramírez            |                      | Francisco Prósper             | Cortometraje    | 25 m     |

## Televisión
- La forja de un rebelde (1990)
- Los jinetes del alba (1990)
- Primera función 
  - La dama del alba (19 de enero de 1989)
  - El caso de la señora estupenda (23 de marzo de 1989)
  - Prohibido en otoño (28 de septiembre de 1989)
- Tarde de teatro 
  - Siete días de amor (11 de enero de 1987)
- Platos rotos 
  - Alguien voló sobre el nido del colibrí (16 de octubre de 1985) Rosa
  - La tentación duerme al lado (13 de noviembre de 1985) Rosa
- La Comedia
  - Tú y yo somos tres (25 de octubre de 1983)
  - El huevo (17 de enero de 1984) Sra. Duvart
  - El caso de la mujer asesinadita (31 de enero de 1984) Rosaura
- El Jardín de Venus
  - Pedro Saputo (3 de enero de 1984)
- La Máscara negra
  - El entierro del Conde de Orgaz (7 de mayo de 1982) Aldonza
- Teatro breve
  - Las cosas de Gómez (2 de mayo de 1980)
- Original
  - Tita querida (4 de febrero de 1975)
- Ficciones
  - Melissa (16 de febrero de 1974)
- Una Mujer de su casa
  - Operación limpieza (2 de diciembre de 1972)
- Hora once
  - El recluta (11 de marzo de 1972)
  - El caballero de las botas azules (29 de enero de 1973)
- Remite: Maribel
  - La casa de al lado (1 de enero de 1970)
- Las doce caras de Juan
  - Capricornio (16 de diciembre de 1967)
- Teatro de siempre
  - El cántaro roto (8 de diciembre de 1967)
  - Andrómaca (13 de febrero de 1969)
  - Hamlet en los suburbios (4 de mayo de 1970)
  - Los rústicos (15 de junio de 1970)
- Hermenegildo Pérez, para servirle
  - 14 de julio de 1966
- Historias para no dormir
  - La alarma 2 (1 de enero de 1966)
  - La alarma (1 de enero de 1966)
- Estudio 1
  - La anunciación de María (22 de diciembre de 1965)
  - El rinoceronte (29 de junio de 1966)
  - Bobosse (24 de agosto de 1966)
  - La ciudad alegre y confiada (11 de octubre de 1966)
  - Aprobado en inocencia (30 de abril de 1968)
  - La posadera (4 de marzo de 1969)
  - La señorita Julia (3 de marzo de 1970)
  - Las viejas difíciles (6 de noviembre de 1981) Cocha
  - El pobre Pedro (21 de marzo de 1983) Portera
- Mañana puede ser verdad
  - 6 de noviembre de 1964
- Novela
  - El improvisador (13 de enero de 1964)
  - Lluvia de verano (17 de febrero de 1964)
  - El difunto Matías Pascal (9 de noviembre de 1965)
  - El pobrecillo embustero (6 de diciembre de 1965)
  - Resurrección (15 de febrero de 1966) Kora
  - Lilí (28 de febrero de 1966)
  - El amigo Manso (22 de marzo de 1966)
  - Las personas extrañas (3 de abril de 1967)
  - El pobrecito embustero (28 de agosto de 1967)
  - El retrato y la imagen (4 de septiembre de 1972)
- Gran teatro
  - Don Juan Tenorio (27 de octubre de 1963)
- Primera fila
  - ¡Sublime decisión! (9 de octubre de 1963)
  - El viajero sin equipaje (12 de febrero de 1964)
  - Plaza de Oriente  (18 de noviembre de 1964)